# Ammophila platensis
Ammophila platensis es una especie de avispa del género Ammophila, familia Sphecidae.

## Taxonomía
Fue descrito por primera vez en 1909 por Brethes.